# Bicicletta da pista
Una bicicletta da pista è un tipo di bicicletta a scatto fisso disegnata specialmente per ciclismo su pista in un velodromo. A differenza delle biciclette da corsa, usate per il ciclismo su strada, mancano di cambio e marce multiple nonché dei freni, usano un singolo pignone fisso e nessun meccanismo a ruota libera. Gli pneumatici sono piuttosto stretti e generalmente gonfiati a pressioni ben oltre quelle usate nel ciclismo su strada nel tentativo di minimizzare la resistenza al rotolamento causata dall'attrito e dalla deformazione dell'insieme pneumatico+camera d'aria (in quanto a maggiori pressioni corrisponde una minore impronta a terra, e un relativo minor schiacciamento del copertone).

## Descrizione

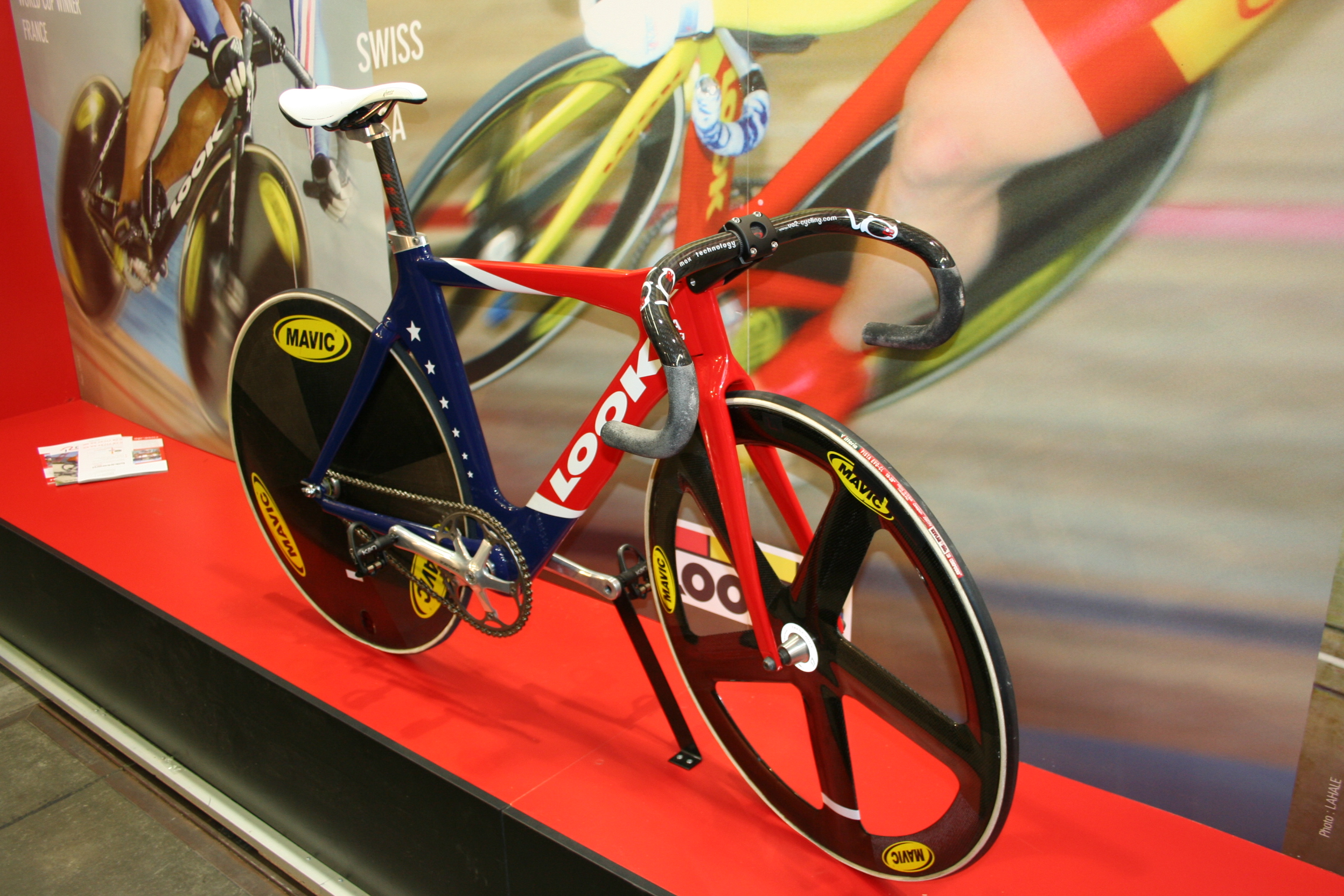
Esempio di telaio di bici da pista

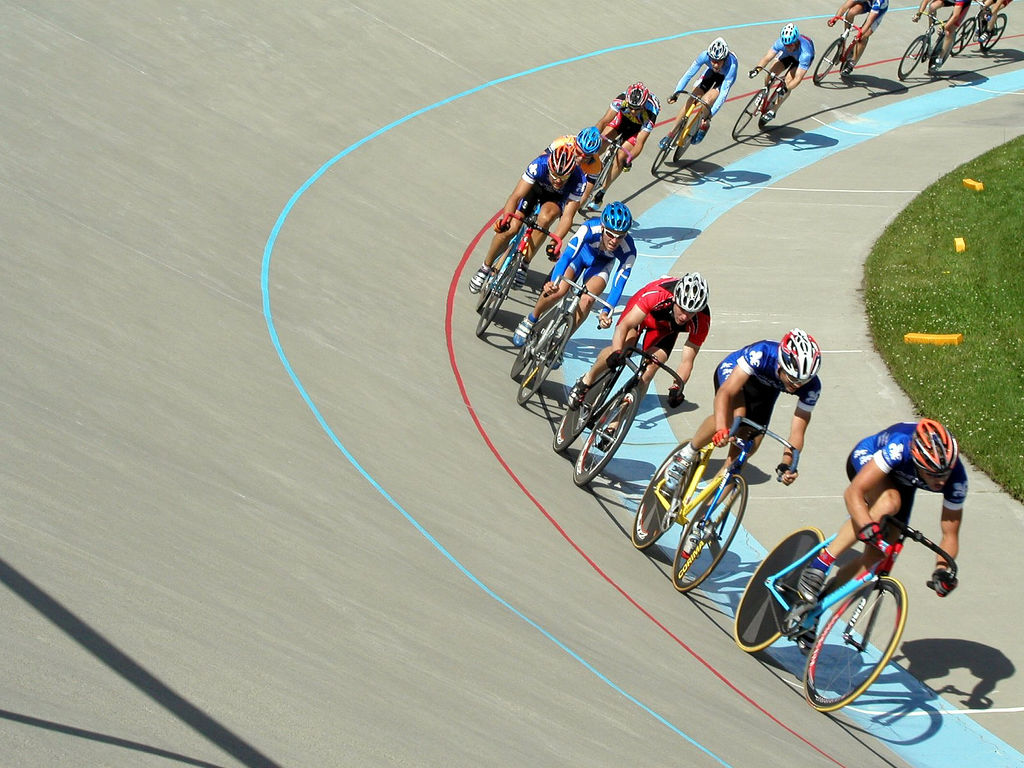
Una gara su pista (Calgary, 2005)

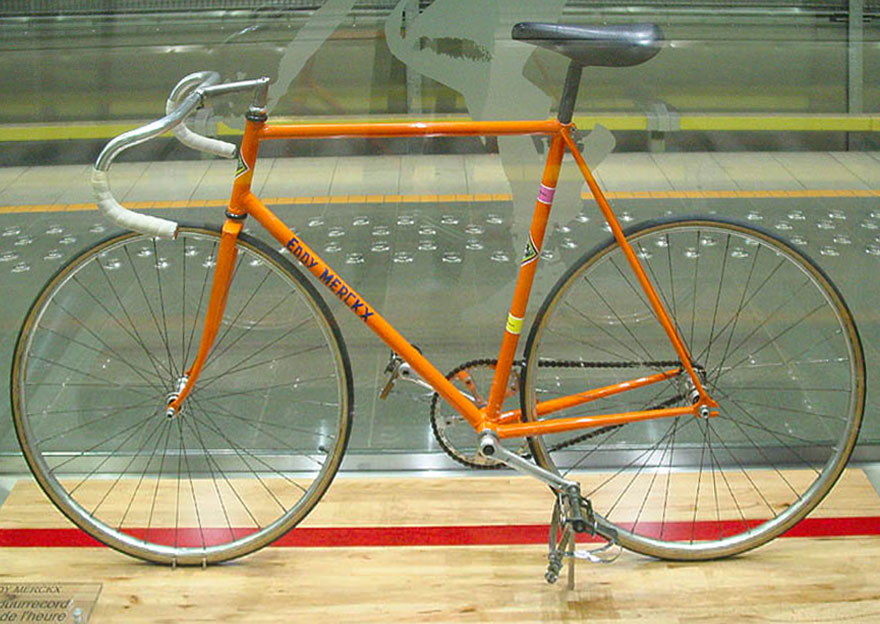
La bicicletta con cui Eddy Merckx stabilì il record dell'ora

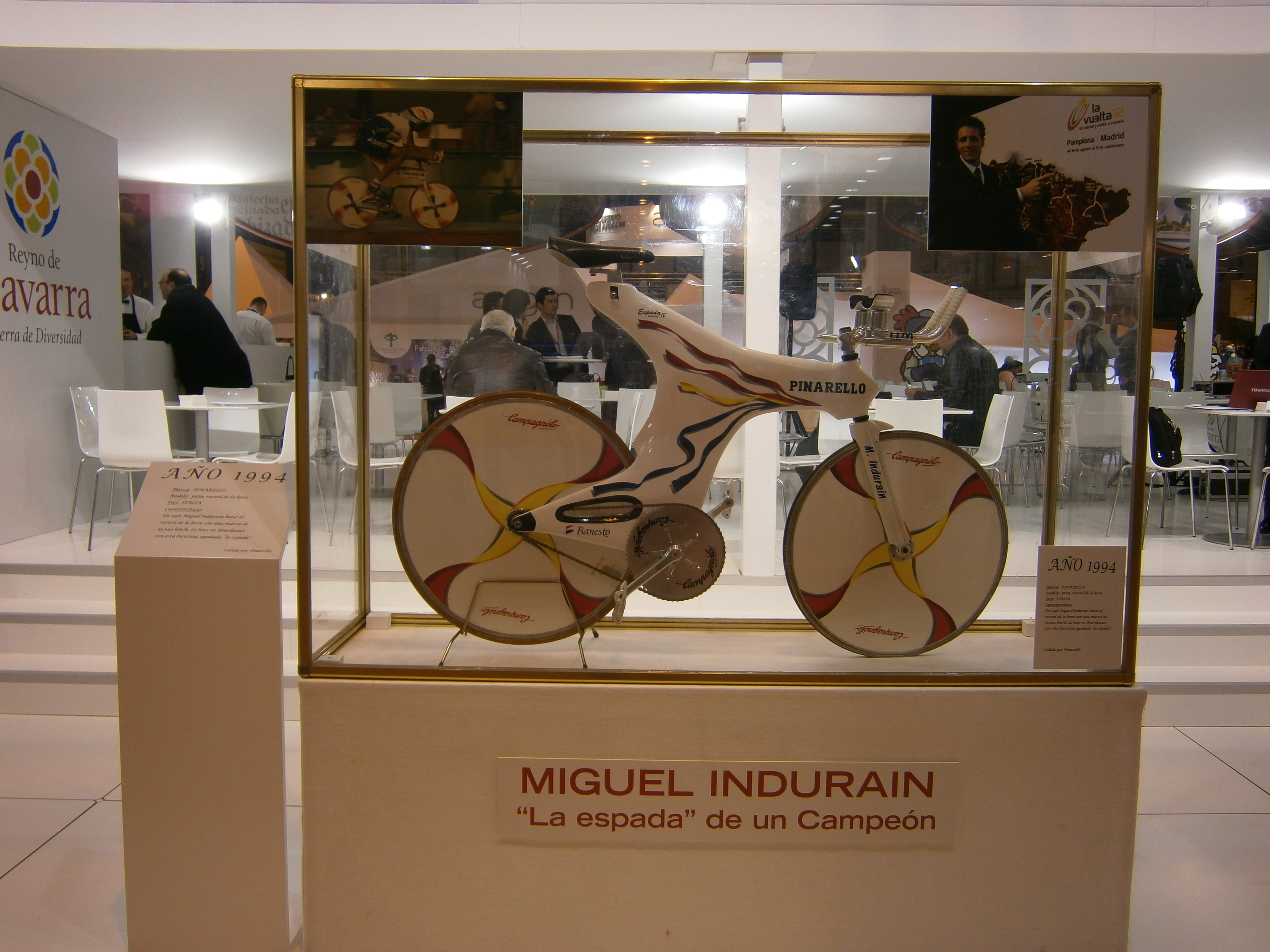
Bicicletta del record dell'ora di Miguel Indurain

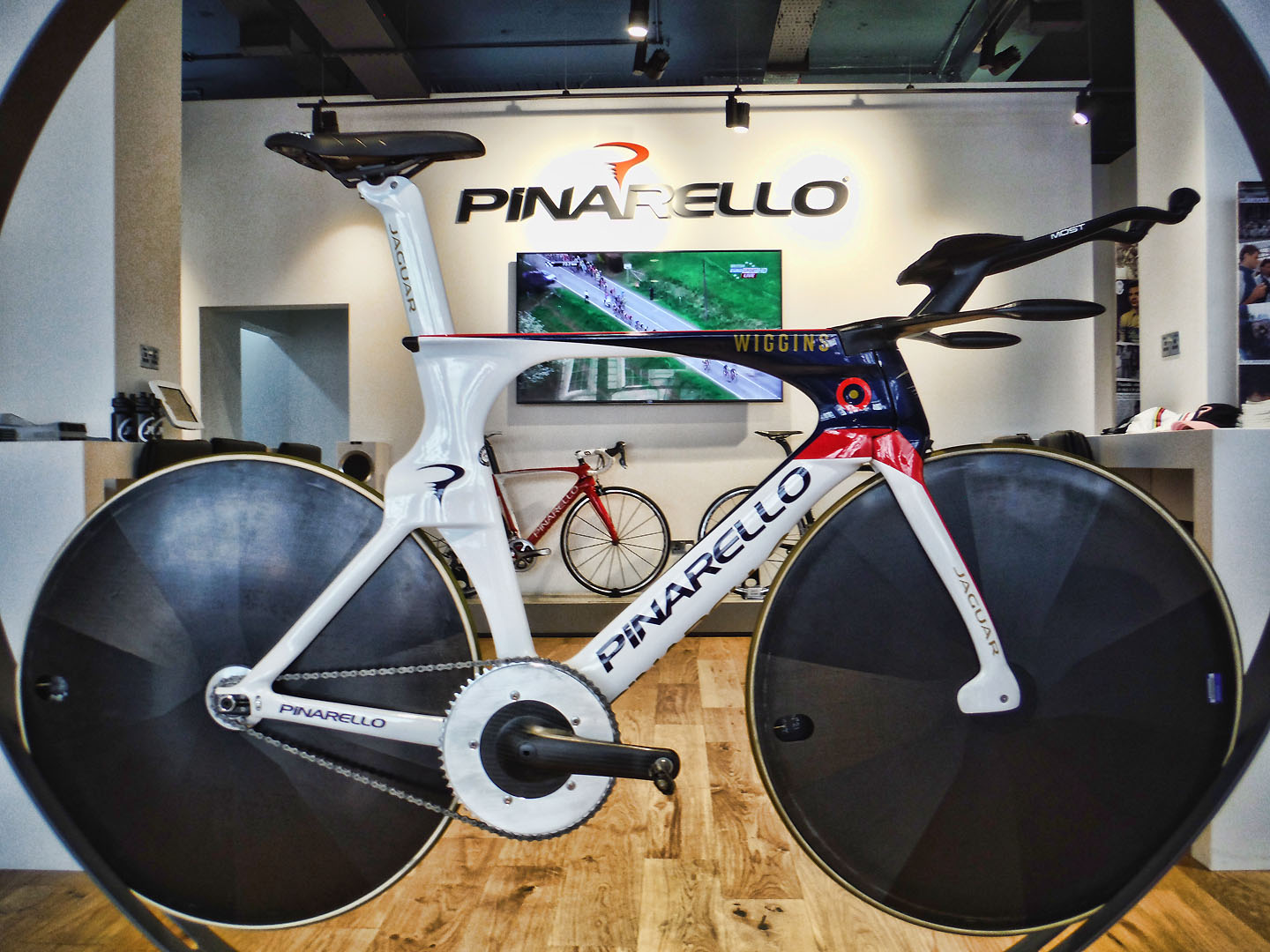
Bicicletta del record dell'ora di Bradley Wiggins

### Telaio[3]
Il progetto del telaio per pista è solitamente specifico per il suo utilizzo. I telai adatti agli scatti e alle volate sono quanto più leggeri possibile, mentre quelli pensati per le corse generiche o su distanze più lunghe puntano più sull'aerodinamica. I materiali del telaio ricoprono un ampio ventaglio, inclusi l'acciaio (il materiale tradizionale per le biciclette da pista), l'alluminio, il titanio o la fibra di carbonio, quest'ultima diffusa soprattutto a livello professionistico o elitario.
Inoltre la geometria di un telaio da pista è diversa da quella di un telaio da strada e dipende appunto dall'uso specifico che se ne farà.
Gli attributi tipici per molti telai da pista sono un movimento centrale rialzato per eliminare il rischio di toccare nelle curve paraboliche dei velodromi o comunque ogni ostacolo, un piantone più ripido per aumentare la reattività in pedalata, uno sterzo più verticale (meno inclinato, con angoli tipicamente intorno ai 73-74° contro i 70-72,5° dei telai da strada) per contenere l'interasse e avanzare i pesi a favore di prontezza, aerodinamica e resa in pedalata, ed un rake o offset (l'avanzamento dei forcellini anteriori rispetto all'asse di sterzo) ridotto così da ripristinare, nonostante lo sterzo chiuso, un valore di trail o avancorsa sufficiente a conferire alla bici l'elevata stabilità dello sterzo necessaria alle alte velocità che si raggiungono in pista. Particolari sono anche gli innesti per le ruote: i forcellini posteriori sono infatti orizzontali per permettere un corretto tensionamento della catena con qualsiasi rapporto, con apertura dal retro e non da davanti come nelle tradizionali bici da corsa.

### Rapporti
Dal momento che i pistard non possono cambiare marcia durante una corsa essendo il rapporto unico (una sola corona ed un solo pignone), la scelta del rapporto stesso è molto importante. Entrano perciò in gioco due fattori importanti: l'accelerazione e la velocità finale. Un rapporto più corto permette di sviluppare un'accelerazione maggiore, è perciò adatto negli scatti e nelle gare con partenze da fermo (chilometro a cronometro, velocità a squadre); un rapporto più lungo favorisce invece lo sviluppo di velocità elevate (gare di endurance, cioè sulla distanza).
Di solito i pistard sviluppano una cadenza di pedalata molto elevata e comunque superiore ai loro colleghi che gareggiano su strada e ciò permette loro di riuscire a sviluppare velocità elevate anche con rapporti relativamente corti. In ogni specialità del ciclismo su pista è necessario affrontare la scelta del giusto rapporto, che rappresenti per il singolo ciclista il compromesso ideale fra accelerazione e velocità finale elevata. Un esempio tipico è quello dell'inseguimento, in cui si gareggia sui 4 chilometri con partenza da fermo. Il rapporto da scegliere deve essere un compromesso fra uno corto che favorisca la partenza da fermo e perciò i primi giri di pista e uno lungo che permetta di sviluppare alte velocità nella seconda parte di gara, una volta lanciati. Invece, per quanto riguarda la bici da pista per utilizzo "urbano", è importantissimo tenere in considerazione anche il valore di skid patch oltre allo sviluppo metrico. Infatti la scelta di un rapporto con alto numero di skid patch permetterà un'usura minore e più uniforme della gomma posteriore.

### Altre caratteristiche
La bici da pista ha la caratteristica di non avere freni e la stessa curvatura del manubrio è diversa e più ampia rispetto alle biciclette da corsa normali, con una parte alta più stretta non essendo prevista altra impugnatura che quella in presa bassa. La guarnitura poi è progettata per accogliere una sola corona anteriore, ha girobulloni da 144 mm (lo standard delle bici da corsa di un tempo), pedivelle più corte per favorire l'alta cadenza di pedalata ed una catena di larghezza maggiore (1/8 di pollice rispetto a 3/32").
I mozzi sono caratteristici a causa del fissaggio a telaio con dei bulloni in luogo dell'ormai classica levetta a sgancio rapido. Il mozzo anteriore mantiene la battuta standard da 100 mm e sovente, nel caso di ruote a raggi tradizionali (molto diffuse sono infatti quelle a razze per l'anteriore e quelle lenticolari per il posteriore), ha flange alte in modo da ridurre la lunghezza dei raggi aumentandone la triangolazione a quindi la rigidità, mentre quello posteriore ha battuta ridotta a 120 mm (come le vecchie bici da corsa con cinque pignoni posteriori) o, più raramente, 110 mm. Inoltre è filettato per l'aggancio del pignone, fermato poi da una ghiera con filettatura contraria (e di diametro minore): in questa maniera nella contropedalata (con la quale si rallenta) il pignone non rischia di svitarsi. I pedali permettono di essere agganciati in maniera solidale alla bicicletta, basti pensare che un tempo le scarpette erano addirittura imbullonate ai pedali stessi.

## Galleria d'immagini

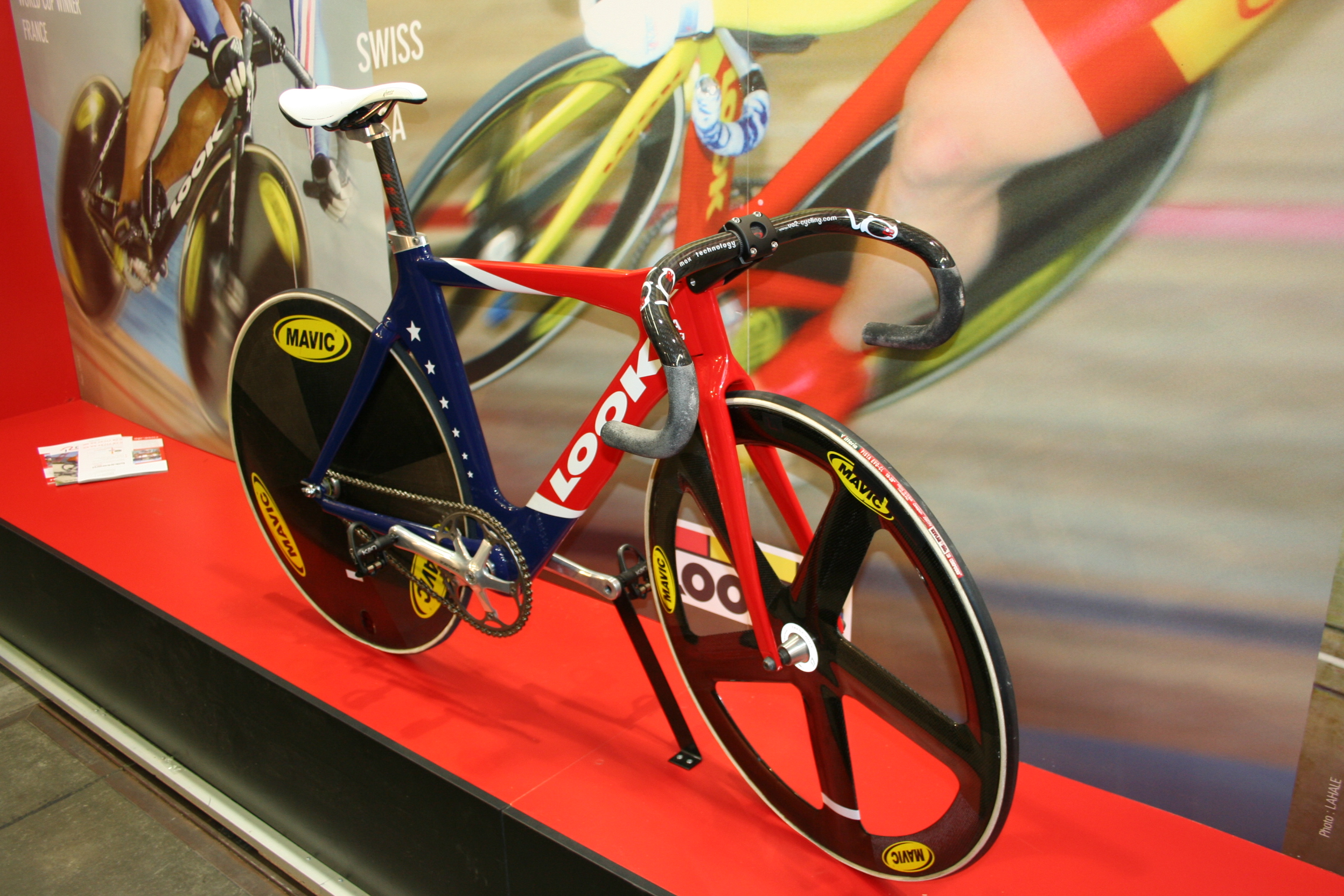
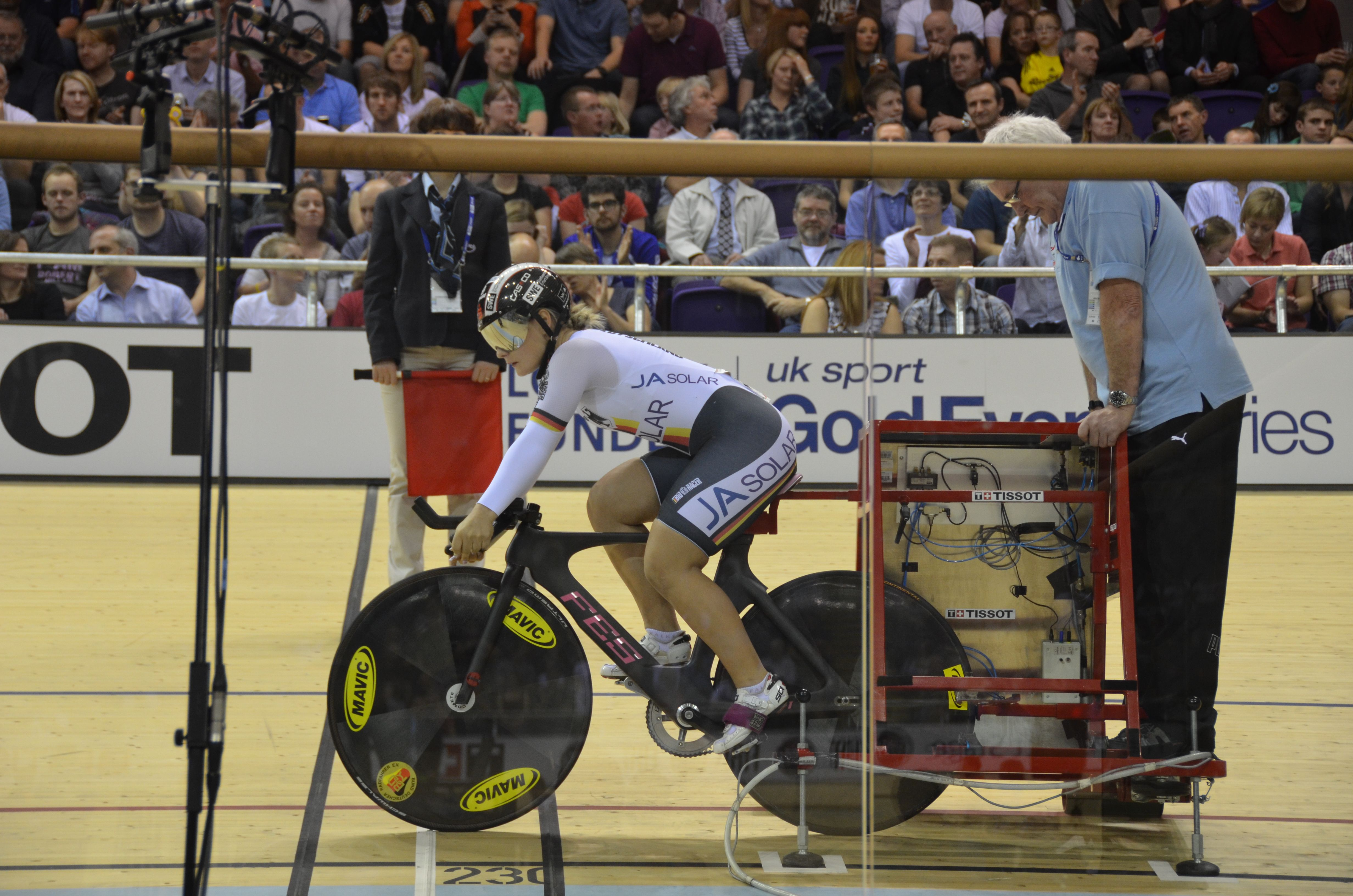
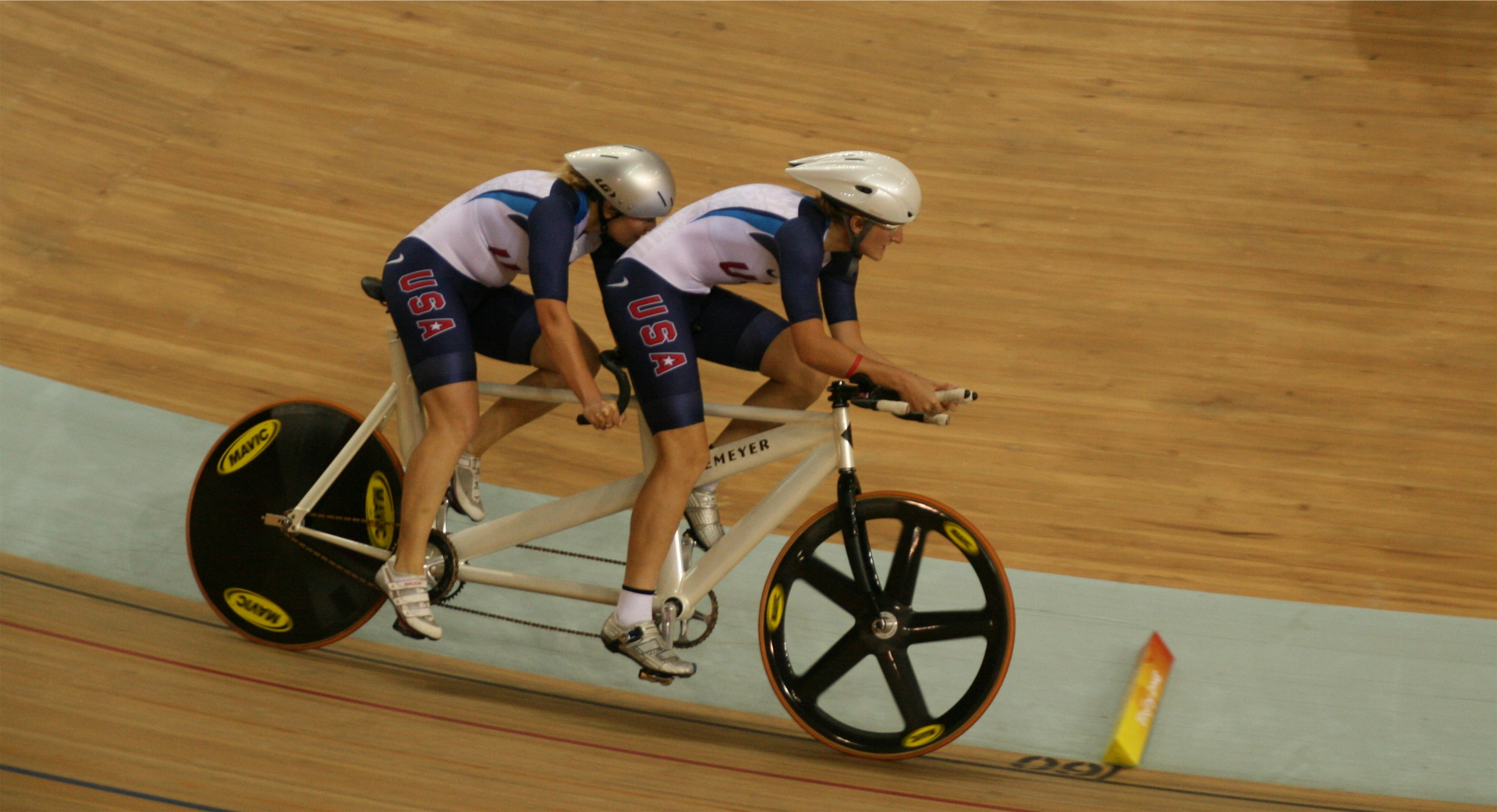
Tandem da pista
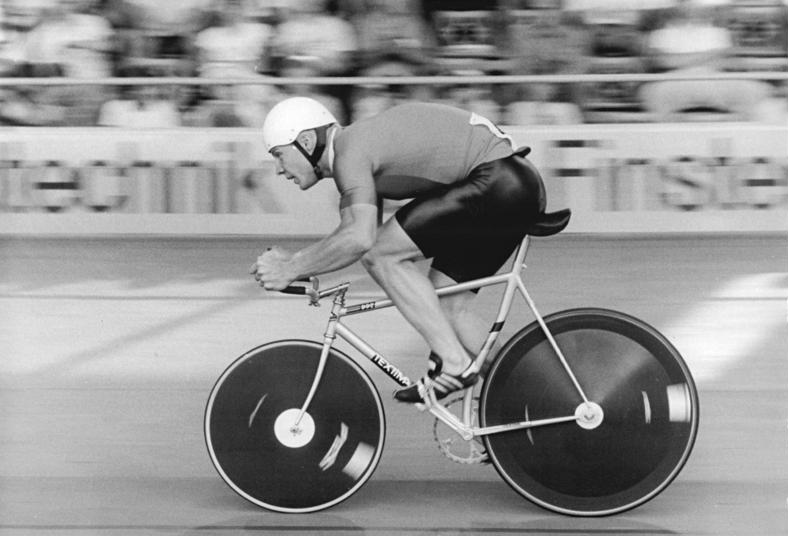
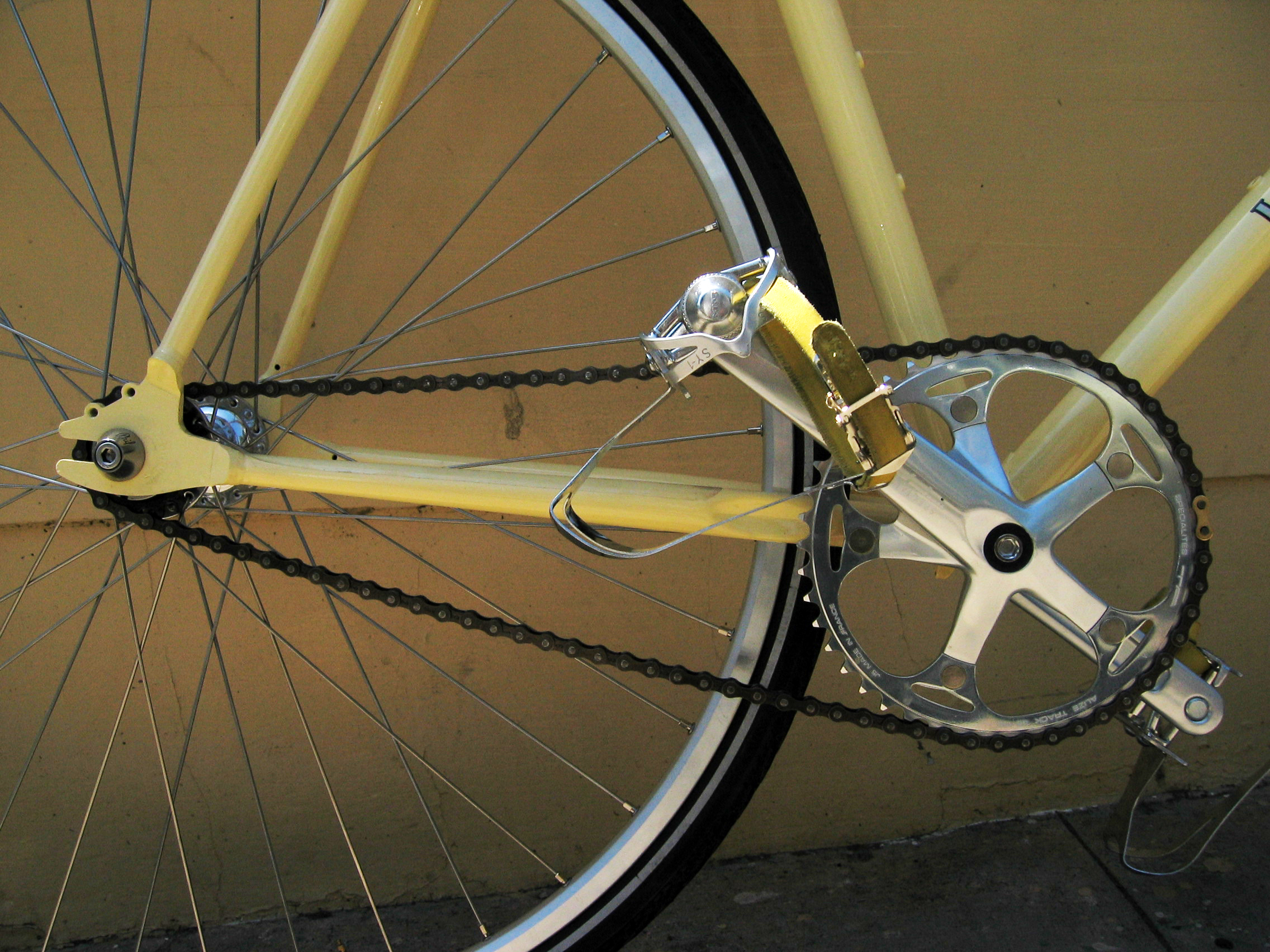
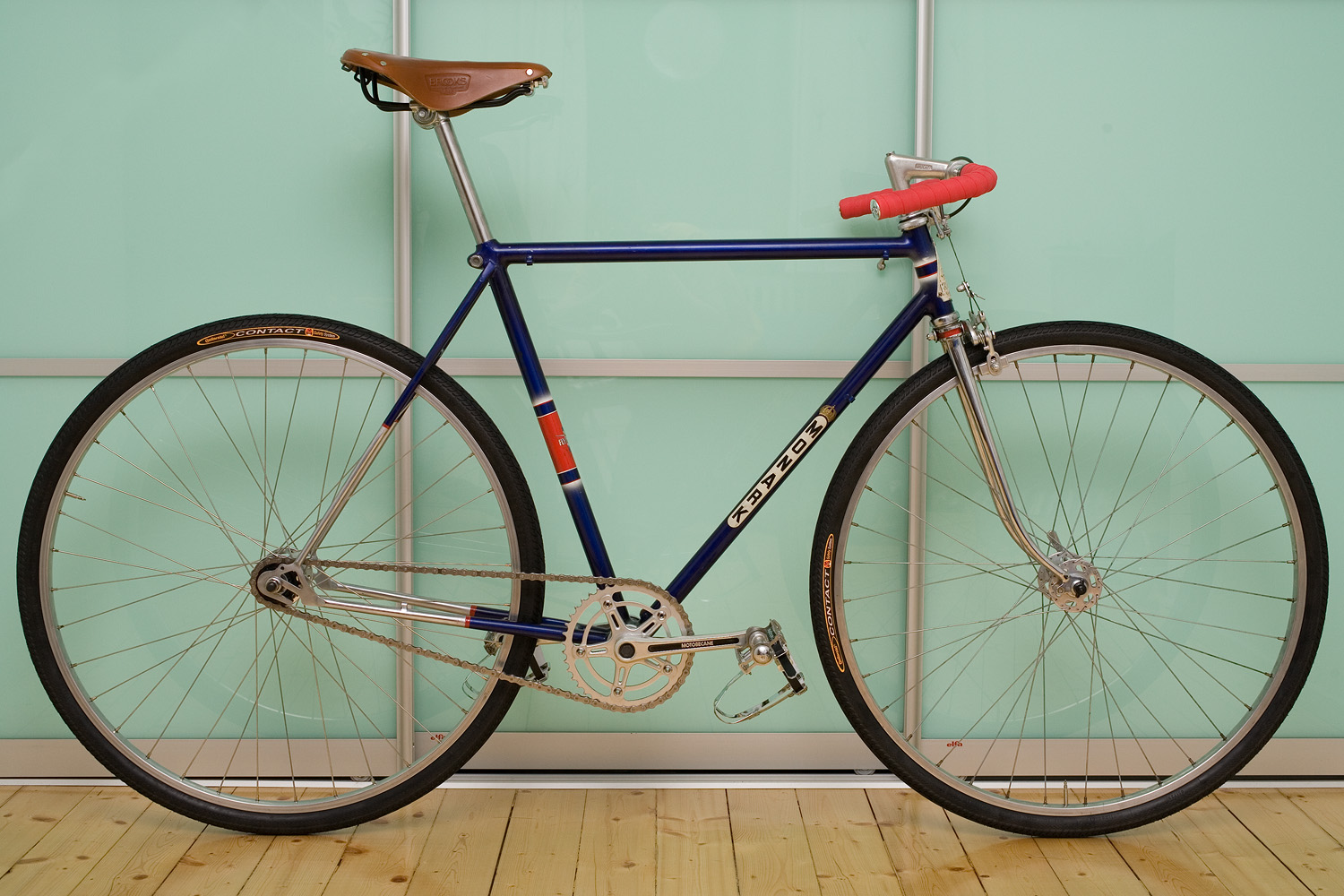